# لی هانا
این یک نام کره‌ای است؛ نام خانوادگی لی است.
لی هانا (کره‌ای: 이하나؛ زادهٔ ۲۳ سپتامبر ۱۹۸۲) بازیگر اهل کره جنوبی است. او حرفهٔ بازیگری خود را با بازی در مجموعهٔ تلویزیونی تنها در عشق (۲۰۰۶) آغاز کرد. او بیشتر به خاطر نقش کانگ کوان-جو در درام دلهره‌آور صدا شناخته می‌شود.

## اوایل زندگی
لی هانا زادهٔ ایروون-دونگ، ناحیه گانگنام، سئول است. پدر او، لی ده-هون، یک آهنگساز است که بیشتر به خاطر ترانهٔ معروف «تبدیل شدن به غبار» از افسانهٔ فولک راک کیم کوانگ-سوک، شناخته می‌شود.
در سال ۲۰۰۸، او از کالج موسیقی دانشگاه دان‌کوک (پردیس چونان) با مدرک موسیقی‌شناسی زندگی، فارغ‌التحصیل شد.

## حرفه
اولین حضور لی هانا در یک تبلیغ تلویزیونی «آمبرلا سرویس» برای تلکام کی‌اف‌تی سال ۲۰۰۵ بود. یکسال بعد، او حرفهٔ بازیگری خود را با نقش به یادماندنی در درام تلویزیونی مورد تحسین قرار گرفته به نام تنها در عشق انجام داد.
او نقش مکملی در مجموعهٔ وقتی بهار می‌آید در سال ۲۰۰۷ ایفا کرد. در سال بعد از آن، او اولین نقش اصلی خود را در مجموعهٔ Merry Mary (همچنین با نام نبرد حمله و دفاع مه-ری در برابر ده-گو نیز شناخته می‌شود) ایفا کرد که داستان عاشقانه‌ای نامعمول بین یک خوانندهٔ معمولی و رمان‌نویس شکست خورده‌است. به دنبال آن، او نخستین کار سینمایی خود را با ایفای نقش در فیلم سرآشپز لی، آغاز کرد که یک فیلم اقتباسی از مانهوای سیک‌گِک اثر هو یونگ-مان بود و لی هانا نقش یک تهیه کنندهٔ تلویزیونی را در این فیلم بازی کرد.

## فیلم‌شناسی

### فیلم
| سال  | عنوان                            | نقش                |
| ---- | -------------------------------- | ------------------ |
| ۲۰۰۷ | سرآشپز لی                        | جین-سو             |
| ۲۰۰۹ | رقص زمان                         | راوی               |
| ۲۰۱۰ | عشق زیبا                         | نام-اون            |
| ۲۰۱۲ | آرتوبی: بازگشت به پایگاه         | کاپیتان اوه یو-جین |
| ۲۰۱۵ | اختصاصی: Beat the Devil's Tattoo | سو-جین             |
| ن/م  | تعطیلات تابستان                  | جونگ-سون           |

### مجموعه‌های تلویزیونی
| سال       | عنوان                                 | نقش          | شبکه           | توضیحات                    |
| --------- | ------------------------------------- | ------------ | -------------- | -------------------------- |
| ۲۰۰۶      | تنها در عشق                           | یو جی-هو     | اس‌بی‌اس         | نقش اصلی                   |
| ۲۰۰۷      | وقتی بهار می‌آید                       | مون جه-ری    | کی‌بی‌اس۲        | نقش اصلی                   |
| ۲۰۰۷      | نبرد حمله و دفاع مه-ری در برابر ده-گو | هوانگ می-ری  | ام‌بی‌سی         | نقش اصلی                   |
| ۲۰۰۸      | زنان خورشید                           | یون سا-وول   | کی‌بی‌اس۲        | نقش اصلی                   |
| ۲۰۰۹      | سه‌گانه                                | چوی سو-این   | ام‌بی‌سی         | نقش اصلی                   |
| ۲۰۱۴      | پادشاه دبیرستان                       | جونگ سو-یونگ | تی‌وی‌ان         | نقش اصلی                   |
| ۲۰۱۵      | زنان نامهربان                         | جونگ ما-ری   | کی‌بی‌اس۲        | نقش اصلی                   |
| ۲۰۱۵      | اوه روح من                            | دی‌جی رادیو   | تی‌وی‌ان         | صدا، حضور افتخاری (قسمت ۱) |
| ۲۰۱۵      | درام ویژه                             | کیم اون-سو   | کی‌بی‌اس۲        | قسمت: «خانوادهٔ تقلبی»      |
| ۲۰۱۷–۲۰۲۱ | صدا                                   | کانگ کوان-جو | اوسی‌ان، تی‌وی‌ان | نقش اصلی                   |
| ۲۰۱۸      | معشوقه                                | زن           | اوسی‌ان         | حضور افتخاری (قسمت ۱۲)     |
| ۲۰۲۰      | بخشی از ذهن تو                        | مون سون-هو   | تی‌وی‌ان         | نقش اصلی                   |

### ورایتی شو
| سال       | عنوان                 | شبکه    | توضیحات |
| --------- | --------------------- | ------- | ------- |
| ۲۰۰۸–۲۰۰۹ | آبنبات نعنایی لی هانا | کی‌بی‌اس۲ | میزبان  |

## ترانه‌شناسی
| سال  | نام ترانه                                                                                                  | توضیحات                                         |
| ---- | --- | ----------------------------------------------- |
| ۲۰۰۶ | «سن عشق، عشق یعنی ۲» (당신의 연애시대, Love is 2; Your Age of Love, Love is 2)                             | اواس‌تی از تنها در عشق                           |
| ۲۰۰۷ | «قاصدک سفید» (하얀 민들레; White Dandelion)                                                                | اواس‌تی از وقتی بهار می‌آید                       |
| ۲۰۰۷ | «وقتی تو تنهایی» (그대 혼자일 때; When You Are Alone)                                                      | اواس‌تی از نبرد حمله و دفاع مه-ری در برابر ده-گو |
| ۲۰۰۷ | «جهان خوشمزه» (맛있는세상; Delicious World)                                                                | اواس‌تی از سرآشپز لی                             |
| ۲۰۱۰ | «افتاده» (Fallen)                                                                                          | اواس‌تی از عشق زیبا                              |
| ۲۰۱۰ | «ما» (우리; We) (تک‌آهنگ) (به همراه جانگ دونگ-گون، کیم سونگ-وو، هوانگ جونگ-مین، جی جین هی و گونگ هیونگ-جین) |                                                 |

### حضور در موزیک ویدئوها
| سال  | عنوان                 | آرتیست        |
| ---- | --------------------- | ------------- |
| ۲۰۰۸ | «رانینگ» (Running)    | جونگ جه-هیونگ |
| ۲۰۰۹ | «هنوز تو» (Still You) | یو دوهیون     |
| ۲۰۱۴ | «گاروتا» (Garota)     | Erlend Øye    |

## جوایز و نامزدی‌ها
| سال  | مراسم جوایز                        | دسته                                            | اثر نامزدشده                          | نتیجه    |
| ---- | ---------------------------------- | ----------------------------------------------- | ------------------------------------- | -------- |
| ۲۰۰۶ | جوایز درامای اس‌بی‌اس                | جایزه ستاره تازه‌کار                             | تنها در عشق                           | برنده    |
| ۲۰۰۷ | چهل و سومین جوایز هنری بکسانگ      | بهترین بازیگر تازه‌کار زن (تلویزیون)             | تنها در عشق                           | نامزدشده |
| ۲۰۰۷ | جوایز درامای ام‌بی‌سی                | بهترین بازیگر تازه‌کار زن                        | نبرد حمله و دفاع مه-ری در برابر ده-گو | برنده    |
| ۲۰۰۷ | جوایز درامای ام‌بی‌سی                | جایزه بهترین زوج همراه با جی هیون-وو            | نبرد حمله و دفاع مه-ری در برابر ده-گو | نامزدشده |
| ۲۰۰۷ | جوایز درامای کی‌بی‌اس                | بهترین بازیگر تازه‌کار زن                        | وقتی بهار می‌آید                       | نامزدشده |
| ۲۰۰۸ | چهل و چهارمین جوایز هنری بکسانگ    | بهترین بازیگر تازه‌کار زن (فیلم)                 | سرآشپز لی                             | نامزدشده |
| ۲۰۰۸ | چهل و پنجمین جوایز ناقوس بزرگ      | بهترین بازیگر تازه‌کار زن                        | سرآشپز لی                             | نامزدشده |
| ۲۰۰۸ | شانزدهمین جوای فیلم بوایل          | بهترین بازیگر تازه‌کار زن                        | سرآشپز لی                             | نامزدشده |
| ۲۰۰۸ | هفتمین جوایز فیلم کره‌ای            | بهترین بازیگر تازه‌کار زن                        | سرآشپز لی                             | نامزدشده |
| ۲۰۰۸ | بیست و نهمین جوایز فیلم اژدهای آبی | بهترین بازیگر تازه‌کار زن                        | سرآشپز لی                             | نامزدشده |
| ۲۰۰۸ | جوایز درامای کی‌بی‌اس                | جایزه برتر، بازیگر زن در یک مینی‌سریال           | زنان خورشید                           | برنده    |
| ۲۰۰۸ | جوایز درامای کی‌بی‌اس                | بهترین بازیگر تازه‌کار زن                        | زنان خورشید                           | نامزدشده |
| ۲۰۰۸ | جوایز درامای کی‌بی‌اس                | جایزه محبوبیت، بازیگر زن                        | زنان خورشید                           | نامزدشده |
| ۲۰۱۵ | جوایز درامای کی‌بی‌اس                | جایزه برتر، بازیگر زن در درام تک‌پرده/ویژه/کوتاه | درام ویژه: خانوادهٔ تقلبی              | برنده    |